# Marcin Sroka
Marcin Sroka (ur. 20 marca 1981 w Rybniku) – polski koszykarz występujący na pozycji niskiego lub silnego skrzydłowego, reprezentant Polski. Karierę koszykarską zakończył w 2021 jako zawodnik Pogoni Prudnik.
Jego postać można znaleźć w grze NBA 2K15.

## Wczesne życie
Marcin Sroka urodził się 20 marca 1981 roku w Rybniku. Pochodzi ze śląskiej rodziny, w domu wśród krewnych posługiwał się etnolektem śląskim.

## Kariera klubowa

### Początki kariery
Sroka rozpoczął karierę koszykarską w MKKS Rybnik w sezonie 1998/1999. W 1999 zadebiutował w ekstraklasie jako zawodnik Pogoni Ruda Śląska. Przez następne 20 lat grał w PLK, będąc zawodnikiem klubów: Unia Tarnów, Stal Ostrów Wielkopolski, AZS Koszalin, Anwil Włocławek, KK Świecie i Czarni Słupsk.

### Politechnika Lwów 2011
W trakcie sezonu 2010/2011 odszedł z AZS-u Koszalin i przeniósł się do ukraińskiej Superlihi, gdzie grał w Politechnice Halychyna Lwów. Do gry na Ukrainie zaprosił go Andrej Podkowyrow, który był jego trenerem w Czarnych Słupsk. W 22 spotkaniach we Lwowie Sroka zdobywał średnio 6,3 punktów, 2,1 zbiórek i 1,2 asyst.

### Zastal Zielona Góra 2011–2014

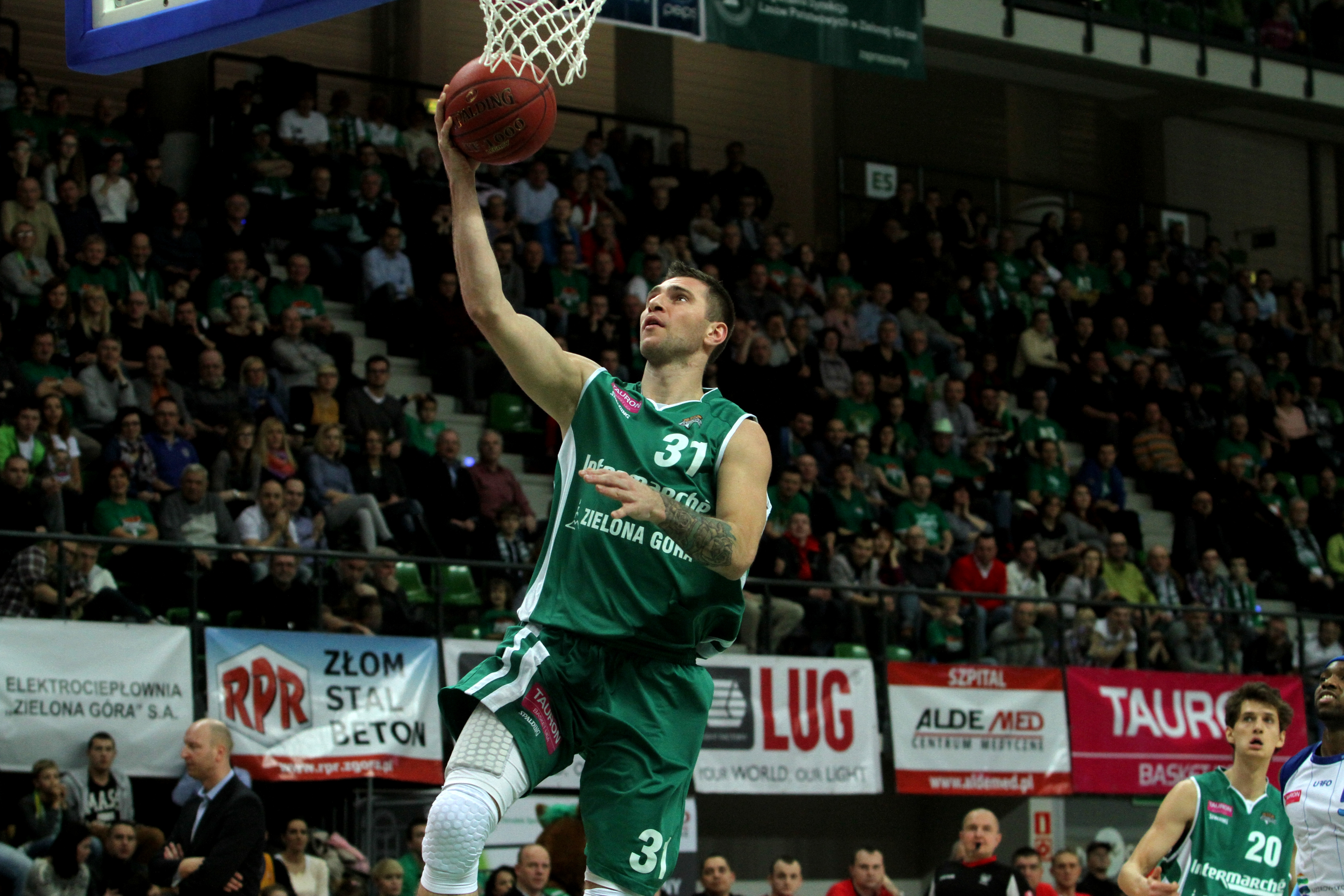
Marcin Sroka w barwach Zastalu Zielona Góra

Po powrocie do Polski Sroka został zawodnikiem Zastalu Zielona Góra. Wraz z klubem zdobył mistrzostwo i wicemistrzostwo Polski. W 2013 i 2014 uczestniczył w rozgrywkach Eurocup, a w 2014 grał z Zastalem w Eurolidze.

### 2014–2017
W sezonie 2014-2015 był zawodnikiem Wilków Morskich Szczecin, a w sezonie 2015/2016 reprezentował BM Slam Stal Ostrów Wielkopolski. Następny sezon rozegrał jako zawodnik Sokoła Łańcut.

### Miasto Szkła Krosno 2017–2018
1 czerwca 2017 został zawodnikiem Miasta Szkła Krosno. Wystąpił z klubem w 31 spotkaniach przez śr. 19 minut i zdobył 215 punktów (śr. 6,9). Jego najlepszym meczem w Krośnie była rozgrywka przeciwko Treflowi Sopot – zdobył wówczas 19 punktów.

### Pogoń Prudnik 2018–2021
8 sierpnia 2018 Sroka dołączył do Pogoni Prudnik, występującej w rozgrywkach I ligi. W sezonie 2018/2019 rozegrał w Pogoni 30 meczów, zdobywając 374 punkty. Zanotował 135 zbiórek, 36 asyst, 33 przechwyty oraz wymusił 126 fauli, a jego wskaźnik efektywności wynosił 12.4. W 2019 przekazał swoją podpisaną koszulkę z Mistrzostw Świata w Amsterdamie do wystawienia na licytację w serwisie Facebook, z której zebrane pieniądze przekazane zostały na leczenie córki Pawła Bogdanowicza, byłego zawodnika Pogoni Prudnik. W latach 2018–2020 w 50 meczach dla Pogoni rzucił łącznie 578 punktów (śr. 11.6) i zebrał 217 piłek (4.3). Sezon 2020/2021 Sroka rozpoczął w swoim macierzystym klubie MKKS Rybnik, gdzie zamierzał zakończyć karierę, jednakże w styczniu 2021 powrócił do Pogoni Prudnik.

## Kariera reprezentacyjna
Został powołany do reprezentacji Polski seniorów w 2002. Do 2008 wystąpił w 12 spotkaniach kadry narodowej. Startował również w turniejach koszykówki 3x3. W Mistrzostwach Świata 3x3 w Manili w czerwcu 2018 wraz z Pawłem Pawłowski, Michaelem Hicksem oraz Szymonem Rduchem zajął 4. miejsce. Na początku lipca ten sam skład wywalczył kwalifikacje do Mistrzostw Europy w 3x3 2018 w Bukareszcie. Drużyna przegrała mecz w ćwierćfinale i uplasowała się na 5. miejscu. W czerwcu 2019 reprezentacja Polski w koszykówce 3×3, z Marcinem Sroką w składzie, zdobyła brązowy medal podczas Mistrzostw Świata w Amsterdamie.

## Życie prywatne
Podwójnie żonaty. W 2004 ożenił się z Julią Szlęzak. Małżeństwo rozstało się w 2011. Jego drugą żoną była Katarzyna. Pobrali się w 2013, a po trzech latach doszło do rozwodu. Z tych małżeństw Sroka ma dwie córki. W listopadzie 2019 w „Wysokich Obcasach”, dodatku do „Gazety Wyborczej”, poinformowano, że Marcin Sroka uchyla się od obowiązku alimentacyjnego. Wówczas, będąc zawodnikiem Pogoni Prudnik, miał być zatrudniony na 1/8 etatu w firmie betoniarskiej WA-BET w Prudniku, zarabiając miesięcznie 263 złote brutto, przez co komornik mógł ściągać z jego konta jedynie 100–130 złotych. Sroka zaprzeczał tym doniesieniom, twierdząc że regularnie płaci alimenty.

## Osiągnięcia
Drużynowe
- Mistrz Polski (2013)
- Wicemistrz Polski (2006, 2014)
- Brązowy medalista mistrzostw Polski (2012)
- Finalista:
  - Pucharu Polski (2012)
  - Superpucharu Polski (2010, 2013)

Indywidualne
- MVP 8. kolejki TBL (grudzień 2015)[16]

Reprezentacja
- Uczestnik:
  - mistrzostw świata 3x3 (2018 – 4. miejsce[17], 2019 – brązowy medal[12])
  - mistrzostw Europy 3x3 (2018 – 5. miejsce[10])